# Lu Jiajing
Lu Jiajing (Shenyang, 18 novembre 1989) è una tennista cinese.

## Carriera
Lu Jiajing ha vinto 19 titoli in singolare e 28 titoli nel doppio nel circuito ITF in carriera. Il 18 marzo 2019 si è piazzata al best ranking in singolare al 162, mentre il 29 giugno 2015 ha ottenuto il miglior ranking in doppio (139ª posizione).

## Statistiche WTA

### Doppio

#### Sconfitte (1)
| Legenda               |
| --------------------- |
| Grande Slam (0)       |
| Argenti Olimpici (0)  |
| WTA Finals (0)        |
| Premier Mandatory (0) |
| Premier 5 (0)         |
| Premier (0)           |
| International (1)     |

| N. | Data            | Torneo                    | Superficie | Compagna   | Avversarie in finale         | Punteggio |
| 1. | 15 ottobre 2017 | Hong Kong Open, Hong Kong | Cemento    | Wang Qiang | Chan Yung-jan Chan Hao-ching | 1-6, 1-6  |

## Statistiche ITF

### Singolare

#### Vittorie (19)
| Torneo $100.000 (0) |
| Torneo $80.000 (0)  |
| Torneo $75.000 (0)  |
| Torneo $60.000 (0)  |
| Torneo $50.000 (0)  |
| Torneo $40.000 (0)  |
| Torneo $25.000 (7)  |
| Torneo $15.000 (3)  |
| Torneo $10.000 (9)  |

| N.  | Data              | Torneo                                                 | Superficie  | Avversaria in finale   | Punteggio        |
| 1.  | 23 agosto 2008    | ITF Women's Circuit Khonkan, Khon Kaen                 | Cemento     | Venise Chan            | 6-3, 6-4         |
| 2.  | 30 agosto 2008    | Chang ITF Thailand Pro Circuit Nonthaburi, Nonthaburi  | Cemento     | Yang Yi                | 6-3, 6-4         |
| 3.  | 21 agosto 2011    | Westend Ladies Tennis Cup, Westende                    | Cemento     | Donna Vekić            | 6–4, 7–6(4)      |
| 4.  | 17 dicembre 2011  | LIC ITF Women's Tennis Championships, Pune             | Cemento     | Nicha Lertpitaksinchai | 6-3, 6-2         |
| 5.  | 15 maggio 2012    | Walikota Tarakan Open, Tarakan                         | Cemento (i) | Nudnida Luangnam       | 6–2, 0–6, 6–2    |
| 6.  | 9 dicembre 2012   | Sportama International Tennis Tournament, Giacarta     | Cemento     | Ayu Fani Damayanti     | 1–6, 6–4, 7–5    |
| 7.  | 6 luglio 2013     | Chang ITF Thailand Pro Circuit Bangkok, Bangkok        | Cemento     | Zhang Ling             | 7-6(6), 7-5      |
| 8.  | 13 luglio 2013    | Chang ITF Thailand Pro Circuit Bangkok, Bangkok        | Cemento     | Katherine Westbury     | 5–7, 6–3, 6–3    |
| 9.  | 15 settembre 2014 | Pétange Open, Pétange                                  | Cemento (i) | Michaela Hončová       | 6-1, rit.        |
| 10. | 12 aprile 2015    | GD Tennis Academy, Adalia                              | Cemento     | Anna Kalinskaja        | 6-2, 6-0         |
| 11. | 31 maggio 2015    | Bankaltim Women's Circuit, Balikpapan                  | Cemento     | Miyu Katō              | 6-4, 6-4         |
| 12. | 24 ottobre 2015   | Chang ITF Thailand Pro Circuit Bangkok, Bangkok        | Cemento     | Kamonwan Buayam        | 7–6(3), 5–7, 6–3 |
| 13. | 24 dicembre 2016  | Ganesh Naik ITF Women's Tennis Tournament, Navi Mumbai | Cemento     | Tamara Zidanšek        | 6-1, 6-3         |
| 14. | 9 luglio 2017     | Amarante Ladies Open, Amarante                         | Cemento     | Ana Veselinović        | 6-4, 6-4         |
| 15. | 22 ottobre 2017   | Hamanako Tokyu Cup, Hamamatsu                          | Sintetico   | Miyabi Inoue           | 6-3, 6-3         |
| 16. | 20 maggio 2018    | Wuhan World Tennis Tour, Wuhan                         | Cemento     | Yuan Yue               | 2–6, 6–4, 6–3    |
| 17. | 14 luglio 2019    | Ulanqab Tennis Open, Ulaan Chab                        | Cemento     | Yuan Yue               | 6(9)-7, 6–3, 6–3 |
| 18. | 17 novembre 2019  | Gwalior ITF Women's Tennis Championship, Gwalior       | Cemento     | Sofia Šapatava         | 7-5, 6-2         |
| 19. | 29 giugno 2025    | Hong Kong ITF Women’s World Tennis Tour, Hong Kong     | Cemento     | Anchisa Chanta         | 6-1, 6-1         |

#### Sconfitte (11)
| Torneo $100.000 (0) |
| Torneo $80.000 (0)  |
| Torneo $75.000 (0)  |
| Torneo $60.000 (0)  |
| Torneo $50.000 (0)  |
| Torneo $40.000 (1)  |
| Torneo $25.000 (5)  |
| Torneo $15.000 (2)  |
| Torneo $10.000 (3)  |

| N.  | Data             | Torneo                                                    | Superficie  | Avversaria in finale | Punteggio        |
| 1.  | 1º maggio 2011   | ITF Women's Circuit Bangkok, Bangkok                      | Cemento     | Misa Eguchi          | 1-6, 1-6         |
| 2.  | 17 novembre 2013 | Chang ITF Thailand Pro Circuit Phuket, Phuket             | Cemento (i) | Zhang Ling           | 6-0, 6(2)-7, 3-6 |
| 3.  | 8 dicembre 2013  | Chevalier Hong Kong ITF Women's Circuit Series, Hong Kong | Cemento     | Zhao Di              | 0-6, 6-4, 6(8)-7 |
| 4.  | 19 aprile 2015   | GD Tennis Academy, Adalia                                 | Cemento     | Silvia Njirić        | 1-6, 6-2, 5-7    |
| 5.  | 23 giugno 2018   | Prudential Hong Kong Women's Circuit, Hong Kong           | Cemento     | Karman Thandi        | 1-6, 2-6         |
| 6.  | 9 dicembre 2018  | Oasis Solapur Open Women's ITF Tennis Tournament, Solapur | Cemento     | Marina Mel'nikova    | 1-6, 2-6         |
| 7.  | 15 dicembre 2018 | LIC ITF Women's Tennis Championships, Pune                | Cemento     | Valerija Savinych    | 6-3, 2-6, 6(7)-7 |
| 8.  | 3 marzo 2019     | SEIMS Cup, Osaka                                          | Cemento     | Ivana Jorović        | 3-6, 7-5, 2-6    |
| 9.  | 2 giugno 2019    | Prudential Women’s Tournament, Hong Kong                  | Cemento     | Erina Hayashi        | 3-6, 0-3 rit.    |
| 10. | 2 luglio 2023    | So Cal Pro Series, Irvine                                 | Cemento     | Haley Giavara        | 1-6, 3-6         |
| 11. | 16 giugno 2024   | Women's Taizhou, Taizhou                                  | Cemento     | Shi Han              | 6-2, 5-7, 2-6    |

### Doppio

#### Vittorie (28)
| Torneo $100.000 (0) |
| Torneo $80.000 (0)  |
| Torneo $75.000 (0)  |
| Torneo $60.000 (1)  |
| Torneo $50.000 (2)  |
| Torneo $40.000 (0)  |
| Torneo $25.000 (13) |
| Torneo $15.000 (1)  |
| Torneo $10.000 (11) |

| N.  | Data              | Torneo                                                                             | Superficie  | Compagna                | Avversarie in finale                         | Punteggio           |
| 1.  | 12 luglio 2009    | ITF Women's Circuit Shenzhen, Shenzhen                                             | Cemento     | Ou Xuanshuo             | Hu Yueyue Yuan Yue                           | 6-1, 6-1            |
| 2.  | 24 settembre 2010 | Gosen Cup, Makinohara                                                              | Sintetico   | Lu Jiaxiang             | Kao Shao-yuan Wang Qiang                     | 7–5, 1–6, [11–9]    |
| 3.  | 28 agosto 2011    | Modal Euro-Ten du Pays de Charleroi, Charleroi                                     | Terra rossa | Lu Jiaxiang             | Magdalena Kiszczyńska Karolina Wlodarczak    | 6-3, 6-0            |
| 4.  | 10 dicembre 2011  | Kolmangal ITF Women's Tournament, Solapur                                          | Cemento     | Lu Jiaxiang             | Isha Lakhani Sri Peddi Reddy                 | 6-0, 7-5            |
| 5.  | 17 dicembre 2011  | LIC ITF Women's Tennis Championships, Pune                                         | Cemento     | Lu Jiaxiang             | Tamara Čurović Anna Škudun                   | 6(6)–7, 6–1, [10–5] |
| 6.  | 24 dicembre 2011  | NECC ITF International Women's Tournament, Pune                                    | Cemento     | Lu Jiaxiang             | Varatchaya Wongteanchai Varunya Wongteanchai | 6-1, 6-3            |
| 7.  | 7 aprile 2012     | GD Tennis Academy, Adalia                                                          | Cemento     | Lu Jiaxiang             | Lucy Brown Tara Moore                        | 6-1, 6-0            |
| 8.  | 5 maggio 2012     | Sportama International Tennis Tournament, Giacarta                                 | Cemento     | Lu Jiaxiang             | Anna Fitzpatrick Jade Windley                | 6-4, 6-4            |
| 9.  | 5 luglio 2013     | Chang ITF Thailand Pro Circuit Bangkok, Bangkok                                    | Cemento     | Lu Jiaxiang             | Napaporn Tongsalee Suchanun Viratprasert     | 6-4, 6-4            |
| 10. | 12 luglio 2013    | Chang ITF Thailand Pro Circuit Bangkok, Bangkok                                    | Cemento     | Lu Jiaxiang             | Lee Pei-chi Varunya Wongteanchai             | 6-4, 6-4            |
| 11. | 8 novembre 2013   | Chang ITF Thailand Pro Circuit Phuket, Phuket                                      | Cemento (i) | Lu Jiaxiang             | Peangtarn Plipuech Varunya Wongteanchai      | 6-4, 7–5            |
| 12. | 8 febbraio 2014   | Tinajo Open, Tinajo                                                                | Cemento     | Petra Januskova         | Elise Mertens Bernice van de Velde           | 7–5, 5–7, [10–6]    |
| 13. | 28 giugno 2014    | ITF Women's Circuit Xi'an, Xi'an                                                   | Cemento     | Wang Yafan              | Liang Chen Yang Zhaoxuan                     | 6-3, 7-6(2)         |
| 14. | 24 agosto 2016    | Oldenzaal Open, Oldenzaal                                                          | Terra rossa | Alison Bai              | Elyne Boeykens Jainy Scheepens               | 3–6, 6–4, [10–6]    |
| 15. | 6 ottobre 2014    | Chang ITF Thailand Pro Circuit Bangkok, Bangkok                                    | Cemento     | Liu Chang               | Dar'ja Gavrilova Irina Chromačëva            | 6-4, 6-3            |
| 16. | 15 novembre 2014  | CCI ITF Women's US Tennis Tournament, Mumbai                                       | Cemento     | Ankita Raina            | Nicha Lertpitaksinchai Peangtarn Plipuech    | 6-4, 1-6, [11-9]    |
| 17. | 17 novembre 2014  | QNet Open, Nuova Delhi                                                             | Cemento     | Liu Chang               | Marina Mel'nikova Elise Mertens              | 6-3, 6-0            |
| 18. | 4 aprile 2015     | GD Tennis Academy, Adalia                                                          | Cemento     | Al'ona Sotnikova        | Martina Caciotti Maria Masini                | 6-2, 6-0            |
| 19. | 24 aprile 2015    | ITF Women's Circuit Shenzhen, Shenzhen                                             | Cemento     | Noppawan Lertcheewakarn | Han Na-lae Jang Su-jeong                     | 6-4, 7-5            |
| 20. | 1º maggio 2015    | ITF Women's Circuit Nanning, Nanning                                               | Cemento     | Liu Chang               | Yang Zhaoxuan Ye Qiuyu                       | 1–6, 6–1, [10–8]    |
| 21. | 27 agosto 2016    | Sekisho Challenge Open, Tsukuba                                                    | Cemento     | Akiko Ōmae              | Shiho Akita Miki Miyamura                    | 6–3, 4–6, [10–6]    |
| 22. | 10 marzo 2017     | Mildura Grand Tennis International, Mildura                                        | Erba        | Noppawan Lertcheewakarn | Tessah Andrianjafitrimo Shérazad Reix        | 6–4, 1–6, [10–8]    |
| 23. | 2 giugno 2017     | Wuhan City Vocational College Cup, Wuhan                                           | Cemento     | Alison Bai              | Jiang Xinyu Tang Qianhui                     | 6–2, 7–6(3)         |
| 24. | 7 dicembre 2018   | Kolmangal ITF Women's Tournament, Solapur                                          | Cemento     | Miyabi Inoue            | Sarah Beth Grey Ekaterina Jašina             | 6-3, 6-3            |
| 25. | 30 gennaio 2021   | Open GDF SUEZ 42, Andrézieux-Bouthéon                                              | Cemento (i) | You Xiaodi              | Paula Kania-Choduń Katarina Zavac'ka         | 6-3, 6-4            |
| 26. | 28 maggio 2022    | Tbilisi Open, Tbilisi                                                              | Cemento     | Nefisa Berberović       | Arlinda Rushiti Tess Sugnaux                 | 6-2, 4-6, [10-7]    |
| 27. | 1º settembre 2022 | CMG Tennis Cup, Trieste                                                            | Terra rossa | Nika Radišić            | Lucija Ćirić Bagarić Diāna Marcinkēviča      | 7-5, 3-6, [15-13]   |
| 28. | 9 settembre 2022  | Open International de Tennis Féminin de Saint-Palais-sur-Mer, Saint-Palais-sur-Mer | Terra rossa | Magali Kempen           | Marine Partaud Valerija Strachova            | 6-4, 6-4            |

#### Vittorie (26)
| Torneo $100.000 (0) |
| Torneo $80.000 (0)  |
| Torneo $75.000 (0)  |
| Torneo $60.000 (2)  |
| Torneo $50.000 (1)  |
| Torneo $40.000 (0)  |
| Torneo $25.000 (16) |
| Torneo $15.000 (1)  |
| Torneo $10.000 (6)  |

| N.  | Data              | Torneo                                                 | Superficie  | Compagna             | Avversarie in finale                      | Punteggio           |
| 1.  | 3 settembre 2011  | Coldec Open, Apeldoorn                                 | Terra rossa | Lu Jiaxiang          | Kim Kilsdonk Nicolette van Uitert         | 4-6, 0-6            |
| 2.  | 6 novembre 2011   | ITF Women's Circuit Kuching, Kuching                   | Cemento     | Lu Jiaxiang          | Luksika Kumkhum Nungnadda Wannasuk        | 4-6, 3-6            |
| 3.  | 14 aprile 2012    | GD Tennis Academy, Adalia                              | Cemento     | Lu Jiaxiang          | Hülya Esen Lütfiye Esen                   | 6–1, 4–6, [8–10]    |
| 4.  | 6 ottobre 2012    | Jolie Ville Golf Women's, Sharm el-Sheikh              | Cemento     | Lu Jiaxiang          | Kim Kilsdonk Nicolette van Uitert         | 6–4, 4–6, [3–10]    |
| 5.  | 27 ottobre 2012   | Governor's Cup Lagos, Lagos                            | Cemento     | Lu Jiaxiang          | Conny Perrin Chanel Simmonds              | 2-6, 6-3, [7-10]    |
| 6.  | 8 dicembre 2012   | Sportama International Tennis Tournament, Giacarta     | Cemento     | Lu Jiaxiang          | Ayu Fani Damayanti Lavinia Tananta        | 3–6, 7–6(9), [6–10] |
| 7.  | 30 dicembre 2012  | LIC ITF Women's Tennis Championships, Pune             | Cemento     | Lu Jiaxiang          | Tadeja Majerič Conny Perrin               | 6-3, 5-7, [6-10]    |
| 8.  | 17 marzo 2013     | Netanya Open, Netanya                                  | Cemento     | Lu Jiaxiang          | Polina Lejkina Aljaksandra Sasnovič       | 1-6, 2-6            |
| 9.  | 16 novembre 2013  | Chang ITF Thailand Pro Circuit Phuket, Phuket          | Cemento (i) | Lu Jiaxiang          | Nicha Lertpitaksinchai Peangtarn Plipuech | 6-3, 2-6, [8-10]    |
| 10. | 23 maggio 2015    | Wuhan World Tennis Tour, Wuhan                         | Cemento     | Liu Chang            | Chang Kai-chen Han Xinyun                 | 0-6, 3-6            |
| 11. | 13 giugno 2015    | ITF Goyang Women's Challenger, Goyang                  | Cemento     | Liu Chang            | Han Na-lae Yoo Mi                         | 1-6, 5-7            |
| 12. | 18 dicembre 2015  | Ganesh Naik ITF Women's Tennis Tournament, Navi Mumbai | Cemento     | Polina Lejkina       | Anna Morgina Nina Stojanović              | 3-6, 5-7            |
| 13. | 9 aprile 2016     | ITF Changwon Women's Challenger Tennis, Changwon       | Cemento     | Elise Mertens        | Han Na-lae Yoo Mi                         | 6–4, 3–6, [7–10]    |
| 14. | 11 luglio 2016    | Schönbusch Open, Aschaffenburg                         | Terra rossa | Dalila Jakupovič     | Nicola Geuer Anna Zaja                    | 4-6, 4-6            |
| 15. | 21 luglio 2017    | ITF Women's Circuit Tianjin, Tianjin                   | Cemento     | Liu Chang            | Jiang Xinyu Tang Qianhui                  | 4-6, 1-6            |
| 16. | 22 ottobre 2017   | Hamanatsu Mikkabi ITF Women's Circuit, Hamamatsu       | Cemento     | Ayaka Okuno          | Rika Fujiwara Kyōka Okamura               | 2-6, 4-6            |
| 17. | 17 febbraio 2018  | Perth Tennis International, Perth                      | Cemento     | Alison Bai           | Jessica Moore Olivia Tjandramulia         | 5–7, 7–6(8), [9–11] |
| 18. | 3 ottobre 2021    | Berkeley Tennis Club Challenge, Berkeley               | Cemento     | Liang En-shuo        | Sophie Chang Angela Kulikov               | 4-6, 3-6            |
| 19. | 9 ottobre 2021    | Team Ascension's Pro Women's Open, Redding             | Cemento     | Dalila Jakupovič     | Mirjam Björklund Katie Swan               | 3-6, 6-1, [3-10]    |
| 20. | 17 giugno 2022    | Open ITF Arcadis Brezo Osuna, Madrid                   | Cemento     | You Xiaodi           | Anna Danilina Anastasija Tichonova        | 4-6, 2-6            |
| 21. | 2 luglio 2022     | Porto Open, Porto                                      | Cemento     | Alana Parnaby        | Lee Ya-hsuan Wu Fang-hsien                | 7-5, 4-6, [1-10]    |
| 22. | 17 settembre 2022 | ForteVillage ITF Trophy, Pula                          | Terra rossa | Anita Wagner         | Jibek Kulambaeva Darja Semeņistaja        | 2-6, 2-6            |
| 23. | 22 ottobre 2022   | Santa Marina Cup, Sozopol                              | Cemento     | Cristina Dinu        | Ma Yexin Yang Ya-yi                       | 3-6, 1-6            |
| 24. | 29 ottobre 2022   | Empire Women's Indoor, Trnava                          | Cemento (i) | Oana Georgeta Simion | Lea Bošković Weronika Falkowska           | 6(7)-7, 6-2, [6-10] |
| 25. | 12 novembre 2022  | Sharm ElSheikh Egypt Women's Future, Sharm el-Sheikh   | Cemento     | Magali Kempen        | Arantxa Rus Nina Stojanović               | 6(1)-7, 2-6         |
| 26. | 5 maggio 2023     | GB Pro-Series Nottingham, Nottingham                   | Cemento     | Elena Malõgina       | Naiktha Bains Maia Lumsden                | 6-4, 4-6, [6-10]    |